# Hans-Hermann Klare
Hans-Hermann Klare (* 1956 in Borgentreich) ist ein deutscher Journalist und Sachbuchautor. 

## Leben
Er besuchte das Gymnasium Marianum in Warburg, machte dort 1976 Abitur und studierte anschließend. 
1982 wurde er Journalist bei der Zeitschrift Stern und zog nach Hamburg. Dort schrieb er zunächst über Medizinthemen wie der zu der Zeit beginnenden Aidsepidemie. Danach war er einige Jahre Korrespondent in London. Später leitete er das Auslandsressort des Stern. Seine Reportagen handeln vom Ende der Apartheid in Südafrika, vom Völkermord in Ruanda und vom Aufstand der Indigenen in Mexiko. Sein Porträt des amerikanischen Kriegs-Fotografen James Nachtwey war die Grundlage für den Oscar-nominierten Dokumentarfilm War Photographer. In Südafrika begleitete er Nelson Mandela für drei Wochen.
Nach Beendung seiner Tätigkeit für den Stern betätigte er sich als Historiker und schrieb unter Verwendung eigener Forschungsergebnisse ein vielbeachtetes Werk über Leben und Wirken von Philipp Auerbach.

## Ämter
- ab 2016: Vorsitzender des Kuratoriums der Stiftung der UNO-Flüchtlingshilfe Bonn

## Schriften
- Auerbach, Aufbau Verlag, Berlin 2022, mit einem Nachwort von Michael Brenner

## Video
- Lesung und Gespräch mit Hans-Hermann Klare, Moderation: Mirjam Zadoff, Direktorin des NS-Dokumentationszentrums München, (online, abgerufen am 3. Februar 2024)